# Passa-e-Fica
Passa-e-Fica – miasto i gmina w Brazylii, w stanie Rio Grande do Norte. Znajduje się w mezoregionie Agreste Potiguar i mikroregionie Agreste Potiguar.